# Astrid Ydén
Astrid Anna Ydén, senare gift Austin, född 28 maj 1881 i Sundsvall, död 1963 i Hythe, Kent, England, var en svensk harpist. 

## Biografi
Astrid Ydén var i pianospel lärjunge till Richard Andersson i Stockholm och Karl Heinrich Barth i Berlin, i harpspel lärjunge till Josef Lang i Stockholm och John Thomas i London, studerade dessutom vid Kungliga Musikkonservatoriet i Stockholm samt vid Royal Academy of Music i London. Hon var 1909–1912 harpist i Göteborgs symfoniorkester och vistades därefter ömsevis i Köpenhamn, USA och London. Vid konserter i Sverige och utomlands vann hon erkännande för virtuost och poetiskt harpspel.
Astrid Ydén var dotter till handlanden Nils Oskar Ydén och Anna Lovisa Rahm. Familjen flyttade 1889 till Stockholm. Hon gifte sig 1926 med Sidney Austin.